# Clarissenklooster (Helmond)

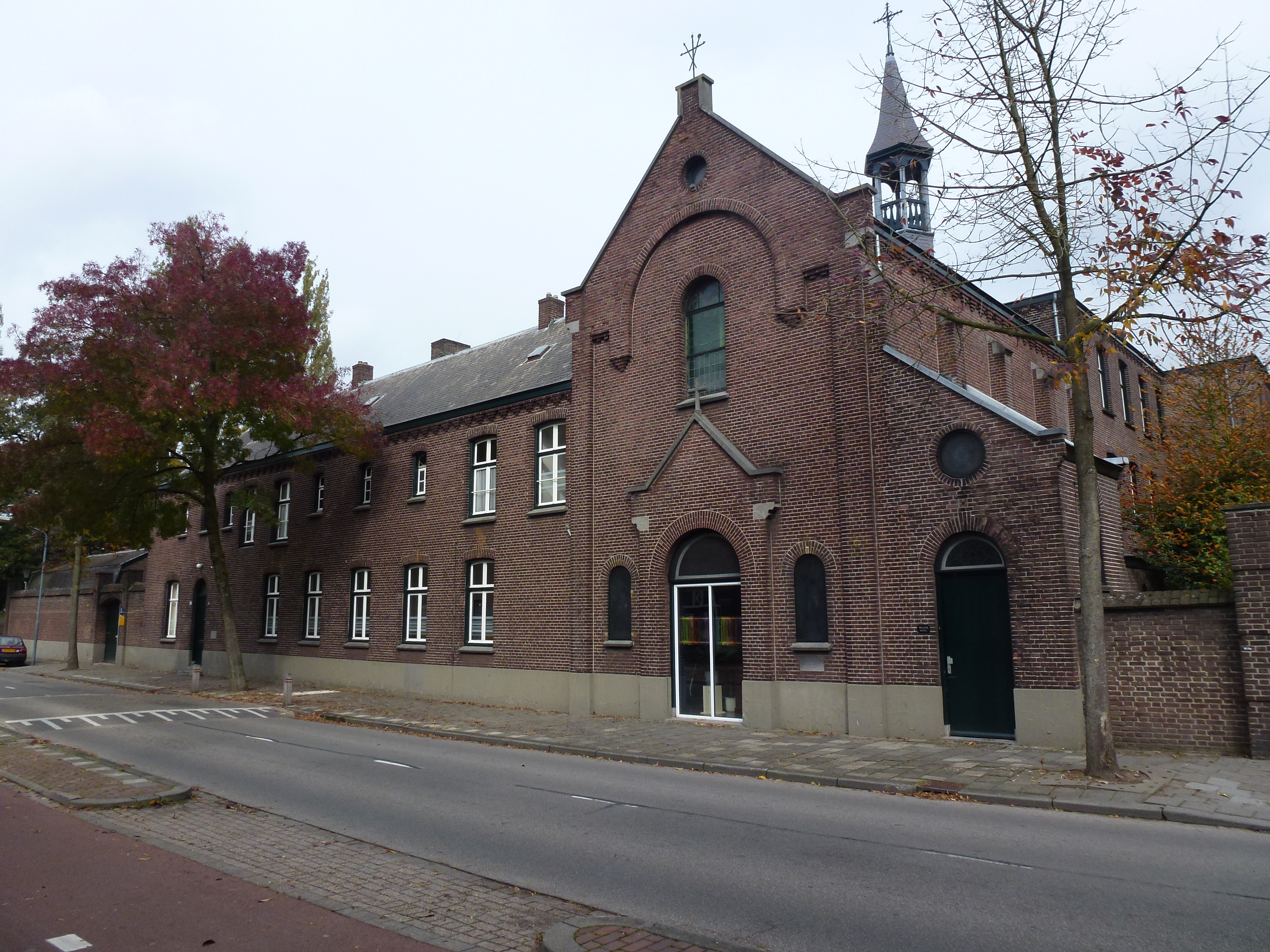
Clarissenklooster

Het Clarissenklooster is een voormalig klooster der Clarissen, gelegen aan Molenstraat 74 te Helmond.

## Geschiedenis
De bouw van het, in neogotische stijl uitgevoerde, klooster begon in 1904, en in 1905 was het voltooid en vestigden elf zusters Clarissen Coletinen, die al in 1900 vanuit Tilburg naar Helmond waren gekomen, zich in dit klooster. Architect was J.W. van der Putten. De kloostergebouwen werden om een vierkante binnenplaats gebouwd. Ook een kapel, een tuin, een moestuin en een begraafplaats waren verbonden aan het complex. De inrichting was sober. De kloostergemeenschap was klein, met in 1912 14 slotzusters en 3 buitenzusters. 
De gemeenschap der Clarissen is naar binnen gekeerd, maar enkele buitenzusters onderhielden het contact met de buitenwereld, als portier of om levensmiddelen in te zamelen. Als tegenprestatie werd er dan door de zusters gebeden, bijvoorbeeld voor mooi weer. De kapel was wel open voor bezoekers van buiten en trok op sommige kerkelijke feestdagen veel volk.
Oorspronkelijk mochten de zusters geen werk voor anderen verrichten. Toen tijdens de Eerste Wereldoorlog de lIefdadigheid terugviel kreeg de Helmondse kloostergemeenschap uiteindelijk wel toestemming om betaald werk te verrichten en tegen een vergoeding voor geestelijken de was te doen. Daarvoor werd in 1915 en 1919 het klooster uitgebreid. Pas na 1950 mochten zij werk voor derden verrichten, en toen ontstond er een boekbinderij en een pottenbakkerij.
In 1936 overschreed de kloostergemeenschap de vijfentwintig en vertrokken acht zusters naar Eindhoven om ook daar een Clarissenklooster te stichten. In 1949 waren er in Helmond 27 slotzusters en 5 buitenzusters. Sindsdien werd de gemeenschap steeds kleiner, omdat nog maar weinig zusters toetraden.
In 1992 zijn de zes nog overgebleven zusters verhuisd naar Huize Witven te Someren. Een deel werd sindsdien ingenomen door de stichting Mensen voor mensen, en in een ander deel vestigden zich de zusters Oblaten van de Assumptie.
Van 2006-2008 werd het klooster, dat geklasseerd is als rijksmonument, omgebouwd tot een zorgcentrum van de Geestelijke gezondheidszorg, waarbij de historische gebouwen, met name het carré met de kapel, intact bleven en ook een cel van één der zusters in stand werd gehouden.